# سفارة تونس لدى بوركينا فاسو
سفارة تونس لدى بوركينا فاسو هي البعثة الدبلوماسية لجمهورية تونس لدى جمهورية بوركينا فاسو، وتقع بالعاصمة واغادوغو.